# Peter Fryer (Leichtathlet)
Peter Goodwin Fryer (* 2. Juli 1928; † 20. Dezember 1999) war ein britischer Sprinter.
1954 wurde er bei den British Empire and Commonwealth Games in Vancouver Vierter über 440 Yards und siegte mit der englischen Mannschaft in der 4-mal-440-Yards-Staffel. Bei den Leichtathletik-Europameisterschaften in Bern schied er über 400 m im Vorlauf aus.
Von 1953 bis 1955 wurde er dreimal in Folge Englischer Meister über 440 Yards, zuletzt mit seiner persönlichen Bestzeit von 47,7 s (entspricht 47,4 s über 400 m).